# Engelhard (Familienname)
Engelhard ist ein Familienname.

## Herkunft und Bedeutung
Der Name Engelhard stammt vom althochdeutscher Rufname „Anglihart“ als Stammesname der Angeln und hart, streng (-hard).

## Namensträger
- Alexander Engelhard (* 1972), deutscher Politiker (CSU)
- Alfred Engelhard (1867–1941), deutscher Architekt
- Anton Engelhard (1872–1936), deutscher Maler
- Barbara Engelhard (* 1974), deutsche Künstlerin
- Brigitte Engelhard (* 1949), österreichische Pianistin und Hochschullehrerin
- Carl Engelhard (1770–1841), deutscher Kaufmann und Politiker
- Charles Engelhard (1867–1950), deutsch-US-amerikanischer Industrieller
- Charles W. Engelhard, Jr. (1917–1971), US-amerikanischer Industrieller
- Daniel Engelhard (Steinschneider) († 1552), deutscher Wappen- und Steinschneider
- Daniel Engelhard (Architekt) (1788–1856), deutscher Architekt
- Doris Engelhard (* 1949), deutsche Brauerin und Ordensschwester
- Edgar Engelhard (1917–1979), deutscher Politiker (FDP)
- Egenolf Engelhard (1903–1995), deutscher Unternehmer
- Emil Engelhard (General) (August Emil Engelhard; 1829–1885), deutscher Generalmajor
- Emil Engelhard (Politiker) (1854–1920), deutscher Industrieller und Politiker (NLP, DDP)
- Ernst Engelhard (Johann Georg Ernst Engelhard; 1908–1984), deutscher Physiker
- Friedrich Wilhelm Norbert Engelhard (1754–1835), deutscher Richter
- Georg Engelhard (* 1889), deutscher Landrat
- Georg Heinrich Engelhard (1798–1875), deutscher Apotheker und Politiker
- Gottlob Engelhard (1812–1876), deutscher Architekt und Baubeamter
- Günter Engelhard (1937–2021), deutscher Journalist und Publizist
- Hans Engelhard (Mediziner) (1925–2019), deutscher Internist und Standespolitiker
- Hans A. Engelhard (1934–2008), deutscher Politiker (FDP)
- Heinrich Engelhard (vor 1476–1551), Schweizer Theologe
- Herbert Engelhard (1882–1945), deutscher Rechtswissenschaftler und Hochschullehrer
- Hermann Engelhard (Landrat) (1864–1897), deutscher Verwaltungsbeamter
- Hermann Engelhard (Musikwissenschaftler), deutscher Musikwissenschaftler
- Hermann Engelhard (Leichtathlet) (1903–1984), deutscher Leichtathlet
- Hermann Engelhard (Richter) (1930–2021), deutscher Richter
- Johann Engelhard (Politiker), deutscher Politiker, MdL Bayern
- Johann Engelhard (Wirtschaftswissenschaftler) (* 1950), deutscher Wirtschaftswissenschaftler
- Johann Anton Engelhard (1821–1870), Schweizer Jurist, Politiker und Offizier
- Johann Friedrich Ludwig Engelhard (1783–1862), Schweizer Politiker und Arzt
- Johann Georg Engelhard (1747–1827), deutscher Jurist und Politiker
- Johann Georg Ernst Engelhard (1908–1984), deutscher Physiker, siehe Ernst Engelhard
- Johann Heinrich Engelhard (1753–1833), deutscher Offizier und Politiker
- Johann Philipp Engelhard (1753–1818), deutscher Jurist
- Julius Engelhard (NS-Opfer) (1899–1944), deutsches Opfer des Nationalsozialismus
- Julius Christoph Georg Engelhard (1795–1860), deutscher Apotheker und Politiker
- Julius Ussy Engelhard (1883–1964), deutscher Maler, Grafiker und Illustrator
- Karl Engelhard (Ingenieur) (1833–1896), österreichischer Eisenbahningenieur, Hochschullehrer und Stenograf
- Karl Engelhard (Schriftsteller) (1879–1914), deutscher Lehrer und Schriftsteller
- Karl Engelhard (Geograph) (1926–2021), deutscher Geograph, Didaktiker und Hochschullehrer
- Karl Philipp Engelhard (1836–1924), deutscher Apotheker und Unternehmer, siehe Engelhard Arzneimittel #Geschichte
- Karoline Engelhard (1781–1855), deutsche Schriftstellerin
- Max Engelhard (1877–1940), deutscher Sportfunktionär und Unternehmer
- Michael Engelhard (1936–2016), deutscher Diplomat
- Norbert Engelhard (1790–nach 1852), deutscher Landrat
- Otto Engelhard (* 1956), deutscher Unternehmer
- Paul Engelhard (1868–1911), deutscher Pilot
- Paul Otto Engelhard (1872–1924), deutscher Künstler, Illustrator und Graphiker
- Peter Engelhard (* 1968), deutscher Wirtschaftswissenschaftler
- Philippine Engelhard (eigentlich Magdalene Philippine Gatterer; 1756–1831), deutsche Dichterin
- Regnerus Engelhard (1717–1777), deutscher Topograf
- Roland Engelhard (1868–1951), deutscher Bildhauer
- Rudolf Engelhard (* 1950), deutscher Politiker (CSU)
- Ruth Engelhard (1909–1975), deutsche Leichtathletin
- Wilhelm Engelhard (Politiker) (1803–1867), deutscher Jurist und Politiker
- Wilhelm Engelhard (Künstler) (Friedrich Wilhelm Engelhard; 1813–1902), deutscher Maler und Bildhauer
- Wilhelm Engelhard (Verleger) (1896–1992), deutscher Zeitungsverleger
- Wilhelm Gotthelf Engelhard (1785–1848), deutscher Jurist
- Wilhelm Heinrich Maria Engelhard (1862–1917), deutscher Landrat
- Wolfgang Engelhard (* 1956), deutscher Jurist und Richter